# Brash Island
Brash Island ist eine unbewohnte Insel östlich der Spitze der Antarktischen Halbinsel. Sie liegt mit dem benachbarten Felsen Scud Rock auf halbem Weg zwischen der Joinville-Insel im Nordwesten und der Gruppe der Danger-Inseln im Südosten. Die Insel wurde 1953 vom Falkland Islands Dependencies Survey vermessen und nach dem hier häufig auftretenden Trümmereis (englisch brash ice) benannt.

## Tierwelt
Brash Island besitzt eine der größten Kolonien des Adeliepinguins weltweit. Die Anzahl der Brutpaare wurde 2014 auf der Basis von Landsat-7-Satellitenfotos auf 166.000 geschätzt.
Weitere auf der Insel heimische Meeresvögel sind der Kapsturmvogel, der Weißgesicht-Scheidenschnabel, die Dominikanermöwe, die Subantarktikskua, die Buntfuß-Sturmschwalbe und die Antipodenseeschwalbe. BirdLife International weist Brash Island als Important Bird Area (AQ063) aus.